# Василь Лончина
о. Василь Лончина (1 лютого 1886, Дернів — 21 листопада 1946, Макіївка) — церковний діяч, священник УГКЦ, довголітній адміністратор і парох церкви св. Миколая у Львові. Батько Богдана Лончини, дід Гліба Лончини. Слуга Божий.

## Життєпис
Народився в селі Дернів (нині Кам'янка-Бузький район Львівської області) в сім'ї Степана Лончини та Анни Травнічик. Закінчив сільську початкову школу і Другу гімназію у Львові. Навчався у Львівському університеті та Львівській греко-католицькій духовній семінарії (1907–1911). 28 квітня 1912 року одружився з Ольгою Соллогуб, дочкою о. Йоана Соллогуба, пароха Неслухова. 19 травня 1912 митрополитом Андреєм Шептицьким рукоположений на священика, після чого працював сотрудником в с. Глиняни. В 1914 році був в'язнем у Талергофі. У 1915–1921 роках був сотрудником пароха церкви св. Параскеви П'ятниці, 1921–1945 — адміністратором і парохом церкви св. Миколая у Львові. Також був катехитом у польській школі ім. А. Міцкевича, радником Митрополичого ординаріату. Співпрацював з Марійською дружиною, Товариствами доброї смерті й тверезості, Братством апостольства молитви та іншими церковними товариствами.
22 жовтня 1945 року заарештований, а 22 березня 1946 року за звинуваченням у антирадянській агітації і пропаганді засуджений до десяти років каторжних робіт. Покарання відбував на Донбасі, де трагічно загинув у м. Макіївка на шахті Ново-Бутовка. Реабілітований посмертно 10 травня 1994 року.
У сім'ї отця Василя було троє дітей: Богдан-Іван (1917—1985), Володимир (1921—1995) та Ірина (1925—2002). У 1950 році Ольгу Соллогуб-Лончину з молодшим сином Володимиром вивезли на 10 років у Хабаровськ (поселення Совєтская Гавань), звідки вони були звільнені під час загальної амністії 1960 року. Ольга померла 7 травня 1985 року у Львові. Старший син Богдан і дочка Ірина (Винницька) поселилися в Америці.

### Беатифікаційний процес
Від 2001 року триває беатифікаційний процес прилучення о. Василя Лончини до лику блаженних.